# 虎隠良

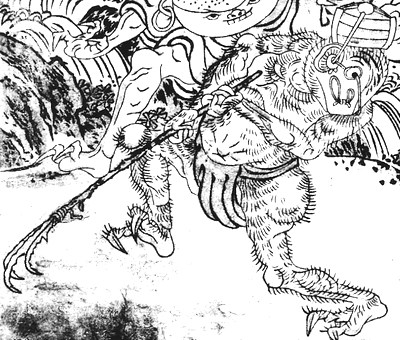
鳥山石燕『百器徒然袋』より「虎隠良」

虎隠良（こいんりょう）は、鳥山石燕による江戸時代の妖怪画集『百器徒然袋』に描かれている日本の妖怪。槍毛長や禅釜尚と共に描かれている（百器徒然袋#中を参照）。

## 概要
石燕の解説文には「革にて製したるきんちゃく」とあり、脚はとても早く、千里を走るよう（とても早い）であるという。また、虎隠良は熊手のようなものを持った姿で描かれているが、室町時代の『百鬼夜行絵巻』にも同様に熊手を持った姿勢の妖怪が描かれており、石燕はこれをモデルに虎隠良を描いたとも考えられている。
その「いんりょう」という名前から、トラの皮で作られた印籠（いんろう）の妖怪かとの説もあるが、名称の由来を含め詳しい事はわかっていない。